# Рунійське море
Рунійське море (англ. Sea Rhûn, синд. Rhûn — «схід») — у легендаріумі Дж. Р. Р. Толкіна велике внутрішнє солоне озеро на сході Середзем'я, розташоване між краями Рованіон та Рун. Площа озера становить близько 400 миль. За ранньою версією Толкіна, це був залишок внутрішнього моря Гелкар, котре пересохло внаслідок змін рельєфу під час Війни Гніву. Однак, згодом він переглянув цю концепцію, написавши у «Людях Середзем'я», що озеро Рун і в першу епоху було окремою водоймою.
На західному березі озера розташований гірський хребет Піно Рун з гномівським містом-державою Нурункгізідін, на північному заході — країна Дорвініон (синд. Dorvinion — Земля Вина) відома своїми родючими ґрунтами та виноградниками. Дорвініонське вино високо цінувалося ельфами Морок-лісу та людьми Есгарота. До вторгнення людей возів у 1856 р. Т. Е. Дорвініон входив до складу Ґондору, після став окремим королівством (за непідтвердженими даними, можливо ним правив король Бладортін, що згадується у повісті «Гобіт, або Туди і Звідти»). З півночі в море впадає річка Келдуін (Бистриця). На східному боці знаходиться ліс Таур-Ромен (квен. Taur Romen — Східний Ліс), що входить до складу великої географічної області Рун населеної східнянами, котрі оселились в ній після Війни Гніву.
На берегах озера Рун на диких биків полювали королі Гондору та їх придворні, зокрема Воронділ, від якого походить рід намісників.